# Бінгем Тауншип (округ Поттер, Пенсільванія)
Бінгем Тауншип (англ. Bingham Township) — селище (англ. township) в США, в окрузі Поттер штату Пенсільванія. Населення — 684 особи (2010).

## Демографія
Згідно з переписом 2010 року, у селищі мешкали 684 особи в 240 домогосподарствах у складі 184 родин. Було 354 помешкання
Расовий склад населення:
| - 98,7 % — білих - 0,1 % — корінних американців - 0,1 % — чорних або афроамериканців |

До двох чи більше рас належало 0,4 %. Частка іспаномовних становила 0,9 % від усіх жителів.
За віковим діапазоном населення розподілялося таким чином: 28,1 % — особи молодші 18 років, 58,6 % — особи у віці 18—64 років, 13,3 % — особи у віці 65 років та старші. Медіана віку мешканця становила 41,1 року. На 100 осіб жіночої статі у селищі припадало 110,5 чоловіків;  на 100 жінок у віці від 18 років та старших — 100,8 чоловіків також старших 18 років.
Середній дохід на одне домашнє господарство  становив 49 133 долари США (медіана — 45 208), а середній дохід на одну сім'ю — 53 034 долари (медіана — 46 042). За межею бідності перебувало 16,9 % осіб, у тому числі 31,3 % дітей у віці до 18 років та 9,4 % осіб у віці 65 років та старших.
Цивільне працевлаштоване населення становило 279 осіб. Основні галузі зайнятості: виробництво — 20,4 %, освіта, охорона здоров'я та соціальна допомога — 16,1 %, сільське господарство, лісництво, риболовля — 12,5 %, роздрібна торгівля — 10,4 %.